# Roseanna Cunningham

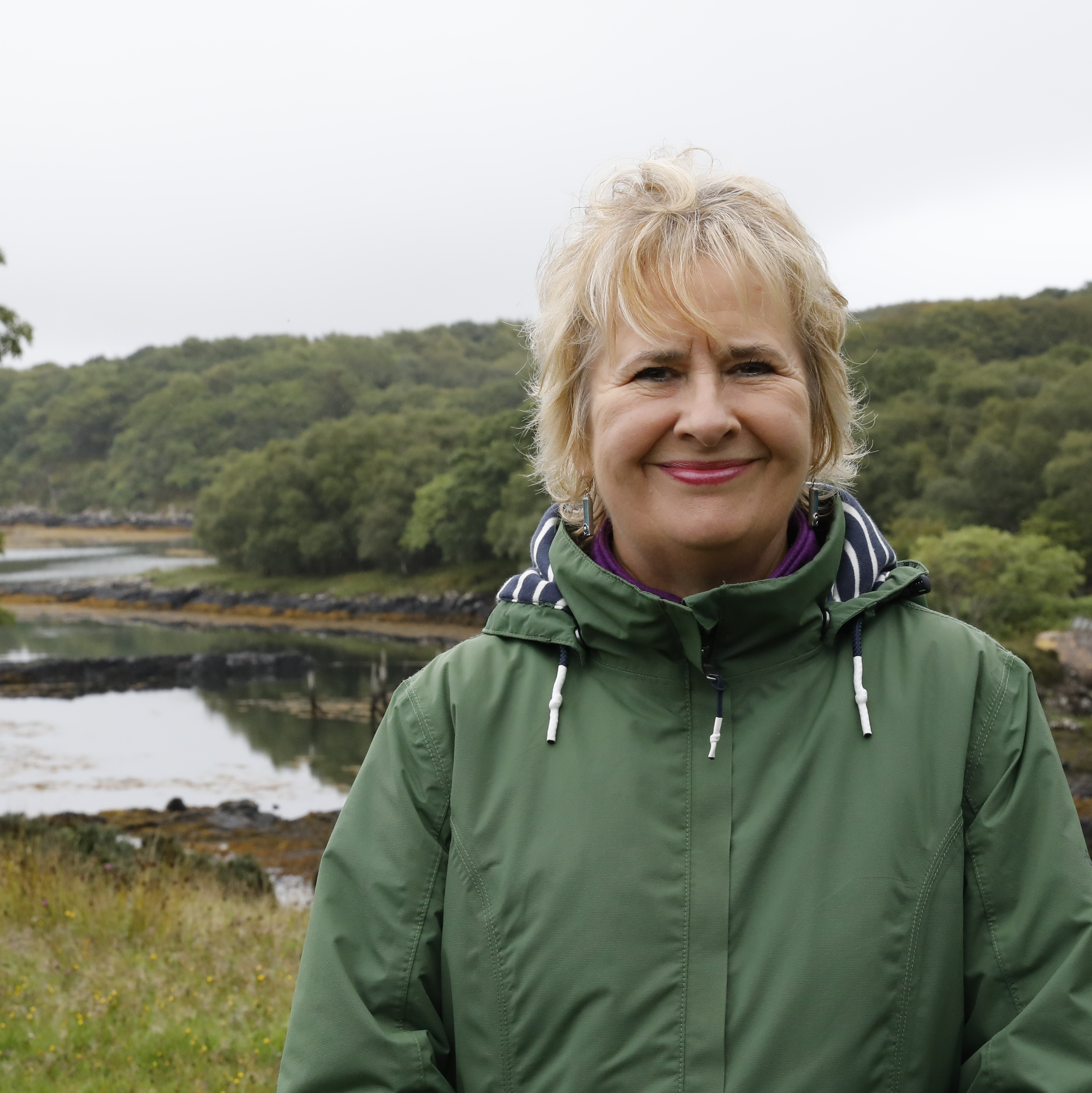
Roseanna Cunningham (2018)

Roseanna Cunningham (* 27. Juli 1951 in Glasgow) ist eine schottische Politikerin der Scottish National Party (SNP). Von 2009 bis 2021 war sie mit wechselnden Zuständigkeitsbereichen Ministerin in den schottischen Regierungen unter Alex Salmond und Nicola Sturgeon.

## Leben
Cunningham wuchs in Australien auf. Sie besuchte die John Curtin High School in Fremantle und anschließend die University of Western Australia, die sie mit einem Bachelorabschluss in Politik verließ. Cunningham kehrte nach Schottland zurück und war zwischen 1977 und 1979 für die SNP tätig. 1982 erlangte sie einen Bachelor in Jura von der Universität Edinburgh und arbeitete dann zunächst bis 1986 als Solicitor im Distrikt Dumbarton, dann bis 1989 im Distrikt Glasgow.

## Politischer Werdegang
1982 trat Cunningham bei den Ratswahlen für die Region Lothian im Bezirk Haymarket/Tollcross an, unterlag jedoch deutlich. Bei den Unterhauswahlen 1992 trat sie für die SNP im Wahlkreis Perth and Kinross an, unterlag jedoch dem langjährigen Wahlkreisgewinner Nicholas Fairbairn der Conservative Party. Dieser verstarb jedoch 1995, weshalb in diesem Wahlkreis Neuwahlen durchgeführt wurden, die Cunningham gewann. Zu den folgenden regulären Unterhauswahlen 1997 trat sie für den neugebildeten Wahlkreis Perth an gewann diesen ebenfalls.
Bei den Schottischen Parlamentswahlen 1999 trat sie für die SNP im Wahlkreis Perth an, gewann das Direktmandat und zog in das neugeschaffene Schottische Parlament ein. Im Schattenkabinett der SNP war sie als Ministerin für Justiz vorgesehen. Bei den Parlamentswahlen 2003 und 2007 verteidigte Cunningham ihren Wahlkreis. Nachdem der Wahlkreis Perth im Zuge einer Wahlkreisreform abgeschafft worden war, konnte sie sich bei den Parlamentswahlen 2011 und 2016 im neu geschaffenen Wahlkreis Perthshire South and Kinross-shire durchsetzen.
Unter dem Parteivorsitzenden John Swinney war sie von 2000 bis 2004 stellvertretende Vorsitzende der SNP. Nach Swinneys Rücktritt bewarb sie sich 2004 als dessen Nachfolgerin um die Parteiführung, erreichte in der Mitgliederabstimmung jedoch mit deutlichem Abstand nur den zweiten Platz hinter Alex Salmond.
Nach der Regierungsübernahme der SNP 2007 war sie zunächst weiterhin Parlamentsabgeordnete, ehe sie im Rahmen einer Kabinettsumbildung im Jahr 2009 zur schottischen Umweltministerin in der Regierung von Salmond ernannt wurde. Im 2011 neugebildeten Kabinett Salmond II bekleidet Cunningham das Amt der Staatssekretärin für Community Safety and Legal Affairs. Unter der neuen Regierungschefin Nicola Sturgeon amtierte sie ab 2014 als Ministerin für Fair Work, Skills and Training sowie in der neuen Legislaturperiode ab 2016 erneut als Umweltministerin.
Im Sommer 2020 kündigte sie an, sich bei der kommenden Parlamentswahl 2021 um kein Mandat mehr zu bewerben.